# Ivane Urrubal
Ivane Carminio Francisco Oficial Urrubal znany jako Ivane (ur. 1 marca 1997 w Quelimane) – mozambicki piłkarz grający na pozycji bramkarza. Od 2024 jest zawodnikiem klubu UD Songo.

## Kariera klubowa
Swoją karierę piłkarską Ivane rozpoczął w klubie Sporting Quelimane. W sezonie 2017 zadebiutował w jego barwach w drugiej lidze mozambickiej. W 2018 roku występował w FC Chibuto. W latach 2019–2023 był zawodnikiem Black Bulls, z którym w 2021 został mistrzem, a w latach 2022 i 2023 wicemistrzem kraju. W 2023 zdobył też Puchar Mozambiku. W 2024 przeszedł do UD Songo.

## Kariera reprezentacyjna
W reprezentacji Mozambiku Ivane zadebiutował 26 marca 2022 roku w przegranym 1:2 towarzyskim meczu z Mauretanią, rozegranym w Nawakszucie. W 2024 roku powołano go do kadry na Puchar Narodów Afryki 2023. Rozegrał w nim jeden mecz grupowy, z Ghaną (2:2).